# Peperomia harrisii
Peperomia harrisii är en pepparväxtart som beskrevs av C. Dc.. Peperomia harrisii ingår i släktet peperomior, och familjen pepparväxter. Inga underarter finns listade i Catalogue of Life.